# Emilio Pettoruti
Emilio Pettoruti (La Plata; 1 de octubre de 1892 - París; 16 de octubre de 1971) fue un pintor argentino, y uno de los artistas más destacados de su generación en su país.

## Biografía
Emilio Pettoruti nació en la ciudad de La Plata, Argentina, el 1 de octubre de 1892. Hijo de inmigrantes italianos en el seno de una familia de doce hermanos, fue el mayor. Desde pequeño es alentado por su abuelo en el dibujo y la pintura. Estudió Bellas Artes en su ciudad natal, con maestros como Atilio Boveri y Emilio Coutaret, con quien aprende la perspectiva, y comienza una carrera como caricaturista. En el año 1911 participó en una exposición de caricaturas, gracias a una que representaba a Rodolfo Sarrat. Dos años después, una beca del gobierno de la provincia de Buenos Aires le permitió viajar a Europa.

## Viaje a Europa
En 1913 se embarcó becado hacia Europa. Se instala en Florencia y, a pesar de su intención de copiar el arte y cultura clásicos, su destino es completamente diferente. En la librería de Ferrante Gonnelli, afiliado a los futuristas, adquiere un ejemplar de la revista Lacerba, perteneciente al movimiento futurista, el cual pretende el progreso a través de la utilización de la máquina. Tiempo después, en una exposición del grupo, tiene acceso a su manifiesto de 1909, desarrollado por Marinetti. Luego Pettoruti conoce a los exponentes futuristas gracias a Gonnelli. Este es el primer movimiento que transforma tanto su vida como su obra, al punto de realizar una exposición en el año 1914, llamada Primera Exposición Invernal de Toscana, con cuatro obras, dos de las cuales se titulan “Armonia-Movimiento Espacio (diseño abstracto)”. Ahí presenta los conceptos de los futuristas representando el movimiento en forma abstracta. Esta etapa concluye cuando Pettoruti conoce el cubismo. 
Por esos años también experimenta con el collage, técnica utilizada por los vanguardistas y los cubistas para la realización de sus obras. El futurismo ya no cumplía con las expectativas de Pettoruti: la pintura debía ser “construcción y color”, y el cubismo calzaba con estos requisitos, permitiéndole pintar los objetos que él amaba, como sifones, instrumentos musicales, soles, botellas o fruteras.
Entre 1916 y 1917 residió en Roma, y allí su concepción cambia nuevamente. Luego de la Primera Guerra Mundial se da en Europa un retorno a lo clásico en contraposición a los movimientos de vanguardia. En ese ambiente Pettoruti entabla amistad con los artistas del círculo vanguardista de las revistas Cronache d'Attualitá y Valori Pastici, entre ellos, Giacomo Balla, Enrico Prampolini, Giorgio De Chirico y Carlo Carrà, que concurrían a los encuentros de los cafés Aragno e Il Greco. Pettoruti adhiere a esta concepción. De esa época son sus obras Mujer en el café (1917) y El filósofo (1918). 
En 1916 conoce a Xul Solar, con el cual años más tarde serían los pioneros en la vanguardia argentina. Ese mismo año expone en la Galería Gonnell, por primera vez en forma individual. En los años subsiguientes lo hace en Milán y Roma (1922), donde conoce al escritor peruano José Carlos Mariátegui, con quien establece una profunda amistad y en cuya casa se hospeda. Luego pasa un tiempo en Alemania (1923), donde se hospeda nuevamente con su amigo José Carlos Mariátegui y avanza el que sería el primer retrato en vida de este, que hoy se exhibe en el Museo de Arte de Lima.
En 1924 viaja a París, donde conoce al cubista Juan Gris. Luego retorna junto a Xul Solar a la Argentina. Ese mismo año, en el mes de octubre, expone en la Galería Witcomb, en forma individual, y genera un escándalo: por un lado, sus detractores, habituados a la pintura costumbrista y naturalista que se desarrollaba en el país en ese momento, consideraron sus obras como “una grave ofensa inferida a la dignidad del país”. Por otro, los progresistas consideran a Pettoruti como lo nuevo. En ese entonces una de sus obras, denominada Bailarines es adquirida por la Provincia de Córdoba con una importante polémica. 
En 1930 se casó con la crítica de arte chilena María Rosa González.

## Regreso a Argentina
En el año 1930 se le ofreció el cargo de director del Museo de Bellas Artes de La Plata, el cual se propuso profesionalizar, para lo cual aumentó su patrimonio pictórico y compró obras de artistas como Xul Solar. 
Durante 1942 pasa ocho meses recorriendo museos y universidades de Estados Unidos invitado por el Comitee for Interamerican Artistic and Intellectual Relations. Expone en el San Francisco Museum of Art y otros museos de  Estados Unidos. 
Importantes museos de Estados Unidos lo invitaron a exponer individual y colectivamente; en 1943 el MoMA de Nueva York compra su obra Copa verde-gris. En 1948 realiza otra retrospectiva en el Salón Peuser y en 1950 la Exposición retrospectiva del pintor Emilio Pettoruti, en el Museo Nacional de Bellas Artes de Chile.
En 1952, tras renunciar al museo por desavenencias con el gobierno peronista, se instala nuevamente en Europa y vuele a exponer su trabajo en Milán y en Florencia, como asimismo en otras importantes capitales europeas: en Roma (1953) y en París (1954), donde exhibió su obra al lado de pintores de la talla de Latour, Masson y Miró.
En Europa vuelve a la abstracción con temas como las noches de verano, el crepúsculo marino, los soles ovalados; en palabras del artista francés Roger Bissière, Pettoruti aspira a “la certidumbre, el orden, la pureza, la espiritualidad”.
Realizó series de pinturas como sus soles, arlequines y copas, obras de características menos abstractas, teñidas de características del retorno al orden, más claras y geométricas. Fue nombrado miembro de número de la Academia Nacional de Bellas Artes.

## Fallecimiento
En 1970 decide retornar a su patria, pero fallece sin poder lograrlo el 16 de octubre de 1971, en París, víctima de una infección hepatorrenal.